# Albrecht Steppuhn
Georg August Hermann Albrecht Steppuhn (* 15. Juli 1877 in Zoppot; † 22. Februar 1955 in Wiesbaden-Sonnenberg) war ein deutscher General der Infanterie im Zweiten Weltkrieg.

## Leben

### Herkunft
Albrecht war ein Sohn des preußischen Offiziers Friedrich Steppuhn (1837–1920) und dessen Ehefrau Ida Luise Dorothea, geborene Huet (1849–1906). Sein Onkel war Hermann Steppuhn.

### Militärkarriere
Nach dem Besuch des Kadettenkorps wurde Steppuhn am 7. März 1896 als Sekondeleutnant dem Infanterie-Regiment Nr. 128 der Preußischen Armee in Danzig überwiesen. Von 1902 bis 1904 war er Adjutant des III. Bataillons und avancierte anschließend zum Regimentsadjutanten und Oberleutnant. Nach seiner Beförderung zum Hauptmann wurde Steppuhn am 19. Juli 1911 Chef der MG-Kompanie. In dieser Eigenschaft nahm er nach dem Ausbruch des Ersten Weltkriegs an der Ostfront an den Schlachten bei Gumbinnen, Tannenberg und an den Masurischen Seen teil. Während der Verfolgungskämpfe wurde er am 11. September 1914 im Gefecht bei Szabienen schwer verwundet. Nach seiner Genesung kehrte Steppuhn am 3. März zu seinem Regiment an die Front zurück, wurde zum Kommandeur des III. Bataillons ernannt und Mitte August 1917 zum Major befördert. Während der Angriffsschlacht zwischen Soissons und Reims erstürmte ein unter seinem Kommando stehendes Detachement Ende Mai 1918 an der Westfront den Abschnitt Hurtebise-Ferme auf dem Chemin des Dames und anschließend durch das Tal von Oulches über Aisne und Aisne-Kanal die südlich davon gelegenen Höhen. Steppuhn gelang es bei dieser Operation neun Offizier (darunter ein Regimentsstab), 670 Gefangene, 37 Geschütze, sechs Minenwerfer sowie zahlreiche Maschinengewehre einzubringen. Nachdem er bereits beide Klassen des Eisernen Kreuzes sowie das Ritterkreuz des Königlichen Hausordens von Hohenzollern mit Schwertern erhalten hatte, reichte ihn sein Divisionskommandeur Generalmajor von Leipzig am 6. Juni 1918 zur Verleihung des Ordens Pour le Mérite ein. Für die vorgenannten Taten wurde ihm am 17. Juni 1918 die höchste preußische Tapferkeitsauszeichnung, der Orden Pour le Mérite, verliehen. In den letzten Kriegsmonaten war Steppuhn zeitweise stellvertretender Führer des 8. Westpreußischen Infanterie-Regiments Nr. 175.
Nach dem Friedensschluss führte er die Reste seines Regiments in die Garnison nach Neufahrwasser zurück. Aus den demobilisierten Truppen bildete sich ein Freiverband, an deren Spitze Steppuhn zum Grenzschutz an der neuen deutsch-polnischen Grenze im Norden des Korridors in der Gegend von Lauenburg in Pommern zum Einsatz kam. Nach der Auflösung des Freikorps wurde Steppuhn in die Reichswehr übernommen und zum Kommandeur des Ausbildungs-Bataillons im Infanterie-Regiment 4 in Neustettin ernannt. Am 1. Oktober 1921 erfolgte seine Versetzung zum Stab des Infanterie-Führers I in Allenstein und ein Jahr später als Erster Generalstabsoffizier in den Stab des Gruppenkommandos I nach Berlin. Steppuhn rückte am 1. Februar 1923 mit Rangdienstalter vom 15. November 1922 zum Oberstleutnant auf und am 1. Oktober 1926 erfolgte seine Ernennung zum Chef des Stabes der 3. Kavallerie-Division in Weimar. Als Oberst war er vom 1. November 1928 bis zum 30. Juni 1929 Kommandeur des 20. (Bayerisches) Infanterie-Regiments in Regensburg und anschließend als Infanterie-Führer VII tätig. In dieser Stellung wurde Steppuhn am 1. Februar 1930 zum Generalmajor befördert und am 31. Januar 1931 unter Verleihung des Charakters als Generalleutnant aus den aktiven Dienst verabschiedet.
Nach seiner Verabschiedung erhielt Steppuhn am 31. Januar 1931 den Charakter als Generalleutnant sowie am 27. August 1939, dem sogenannten Tannenbergtag, den Charakter als General der Infanterie verliehen. Mit Beginn des Zweiten Weltkriegs wurde er zum Kommandierenden General des stellvertretenden Wehrkreises XII in Wiesbaden ernannt. In dieser Eigenschaft erfolgte am 1. Dezember 1940 seine Beförderung zum General der Infanterie z.V. Seine Mobilmachungsbestimmung wurde am 30. April 1943 aufgehoben und zwei Monate später erhielt Steppuhn in Würdigung seiner Verdienste das Deutsche Kreuz in Silber.

### Nachbetrachtung
Im März 1943 wird ihm nach überlieferten Aufzeichnungen durch Johann Mannhardt attestiert, dass Steppuhn, wie auch andere Befehlshaber für den Bereich Elsass, der „Aufgabe nicht gewachsen“ sei. Steppuhn wird als „Bewunderer des Führers“ und „politisch [als] eine schwächliche Persönlichkeit“ bezeichnet.

### Familie
Steppuhn hatte sich am 18. Mai 1921 in Detmold mit Marie Luise Leisewitz (1892–1972) verheiratet. Aus der Ehe gingen mehrere Kinder hervor.